# José Benito de Churriguera
José Benito de Churriguera (Madrid, 21 marzo 1665 – Madrid, 2 marzo 1725) è stato un architetto e scultore spagnolo, capostipite di una famiglia di artisti e di uno stile barocco spagnolo detto churriguerismo.

## Biografia

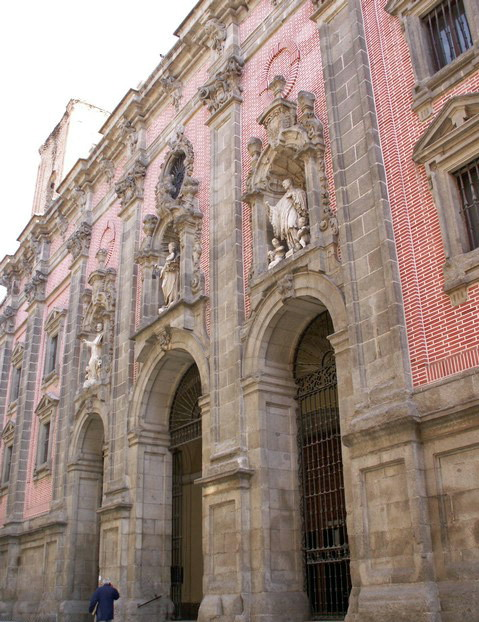
Facciata principale della chiesa di San Cayetano

Nacque a Madrid, figlio di José Simón de Churriguera, noto ebanista e scultore originario di Barcellona.
Si formò culturalmente nello studio del padre ed alla sua morte, avvenuta nel 1679, José assunse la guida della famiglia.
Nel1690 Carlo II lo designò come uno degli architetti di corte, ruolo che conservò per sei anni.
Una delle prime opere realizzate da Churriguera fu il restauro della cappella del Sagrario nella Cattedrale di Segovia (1689).
Tre anni dopo si spostò a Salamanca, dove costruì vari altari nelle chiese principali, tra le quali il convento di Santo Stefano (1692), oltre a collaborare ai lavori per la Cattedrale, per il municipio ed il collegio dei Gesuiti.
Un'altra località nella quale si attivò lungamente Churriguera fu la sua città natale, dove si possono ammirare il palazzo dell'Accademia di San Fernando (concluso dal fratello Alberto), le facciate delle chiese di San Sebastiano e San Gaetano, la cappella della chiesa di San Tommaso.
Il più prestigioso e ambizioso progetto intrapreso da Churriguera e finanziato dal banchiere Goyeneche, rimase quello della innovativa città di Nuevo Batzan (1709-1713), ossia una cittadella satellite di Madrid costruita secondo uno schema urbano originale, di cui vennero costruite la chiesa e il palazzo, ma che prevedeva fabbriche e zone residenziali.
Lo stile Churriguerista si caratterizzò per una grande attenzione e risalto alla decorazione, e per una struttura architettonica sovrapposta da un'ornamentazione diffusa, che derivò sia da elementi gotici e platereschi iberici, sia da motivi musulmani, messicani e barocchi.

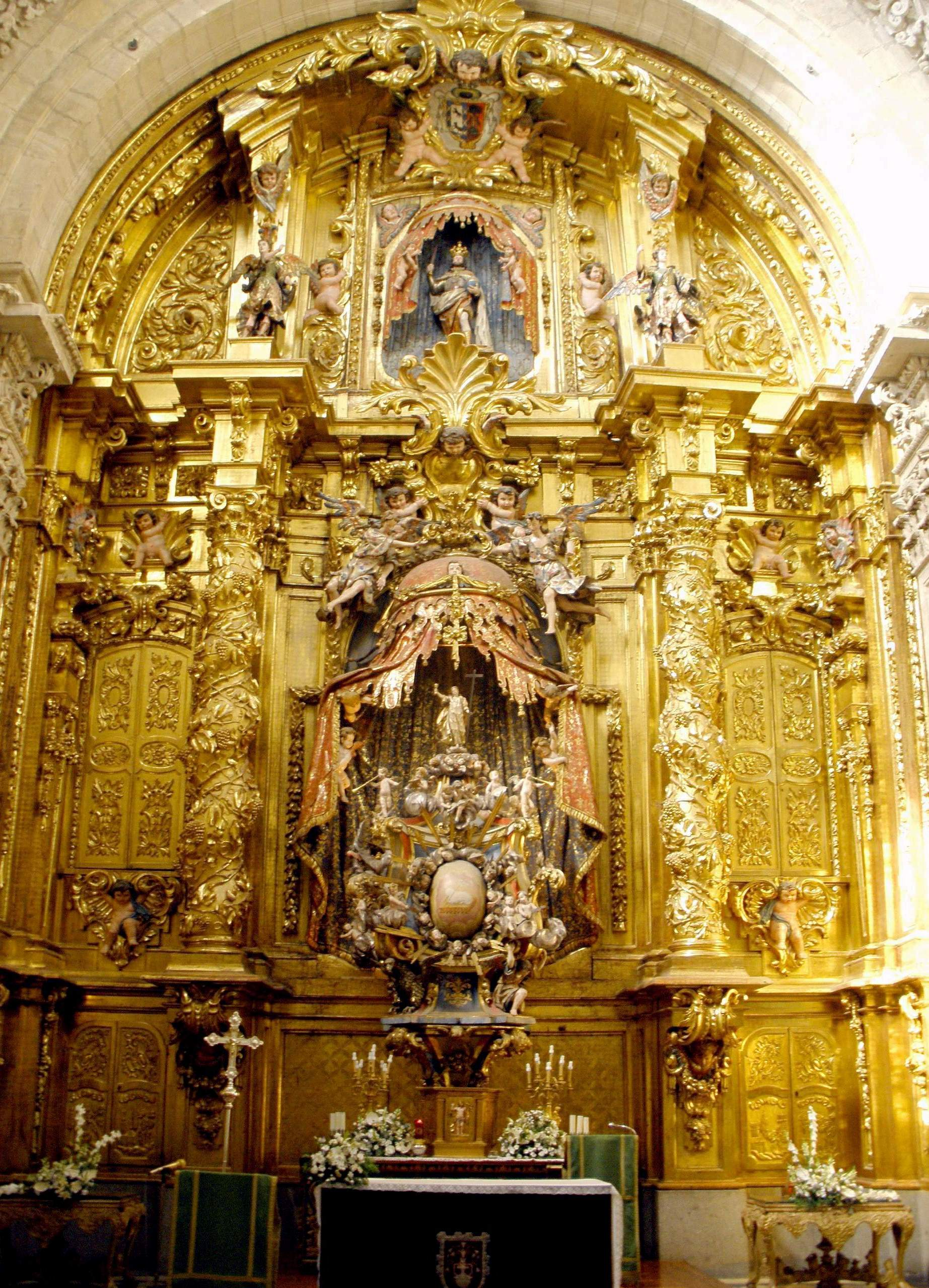
Retablo maggiore della cappella del tabernacolo della cattedrale di Segovia
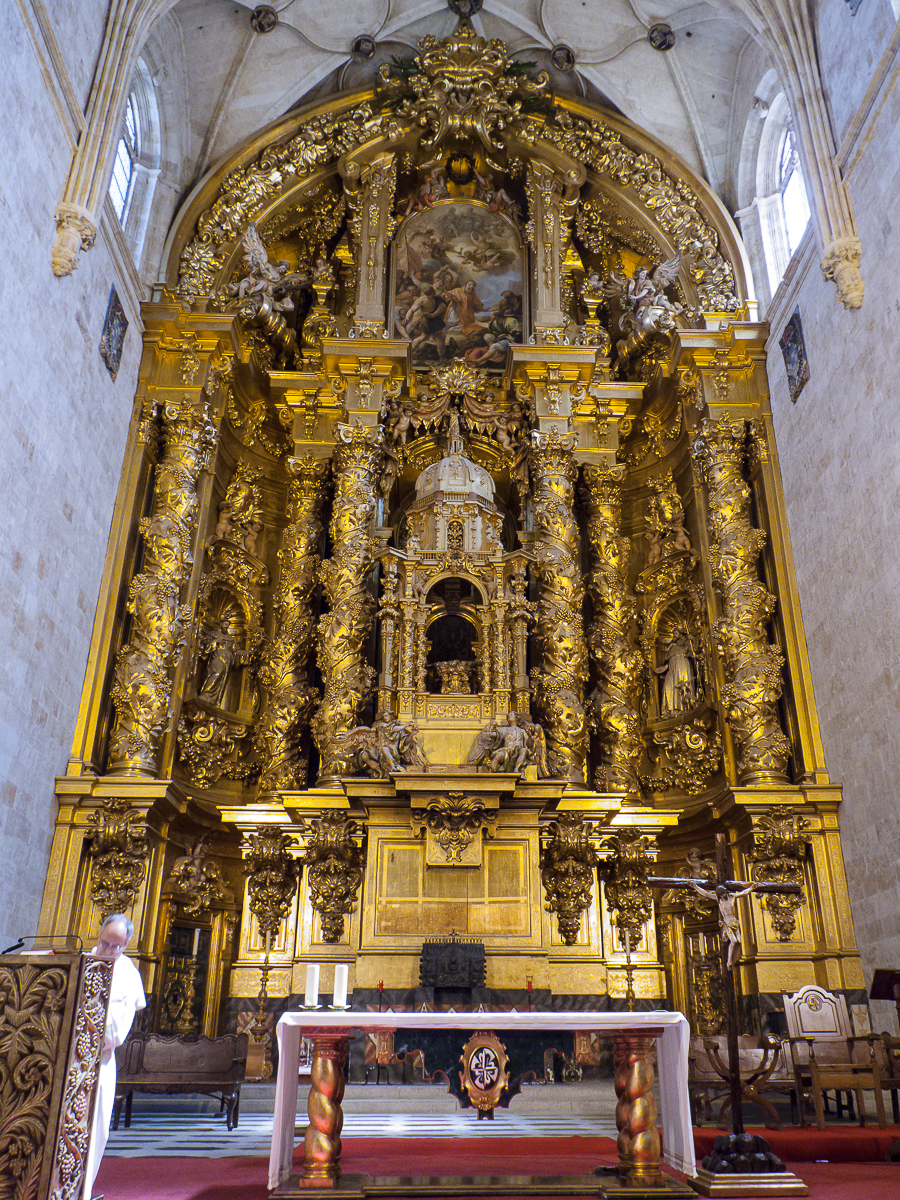
Retablo maggiore del convento di San Esteban, Salamanca
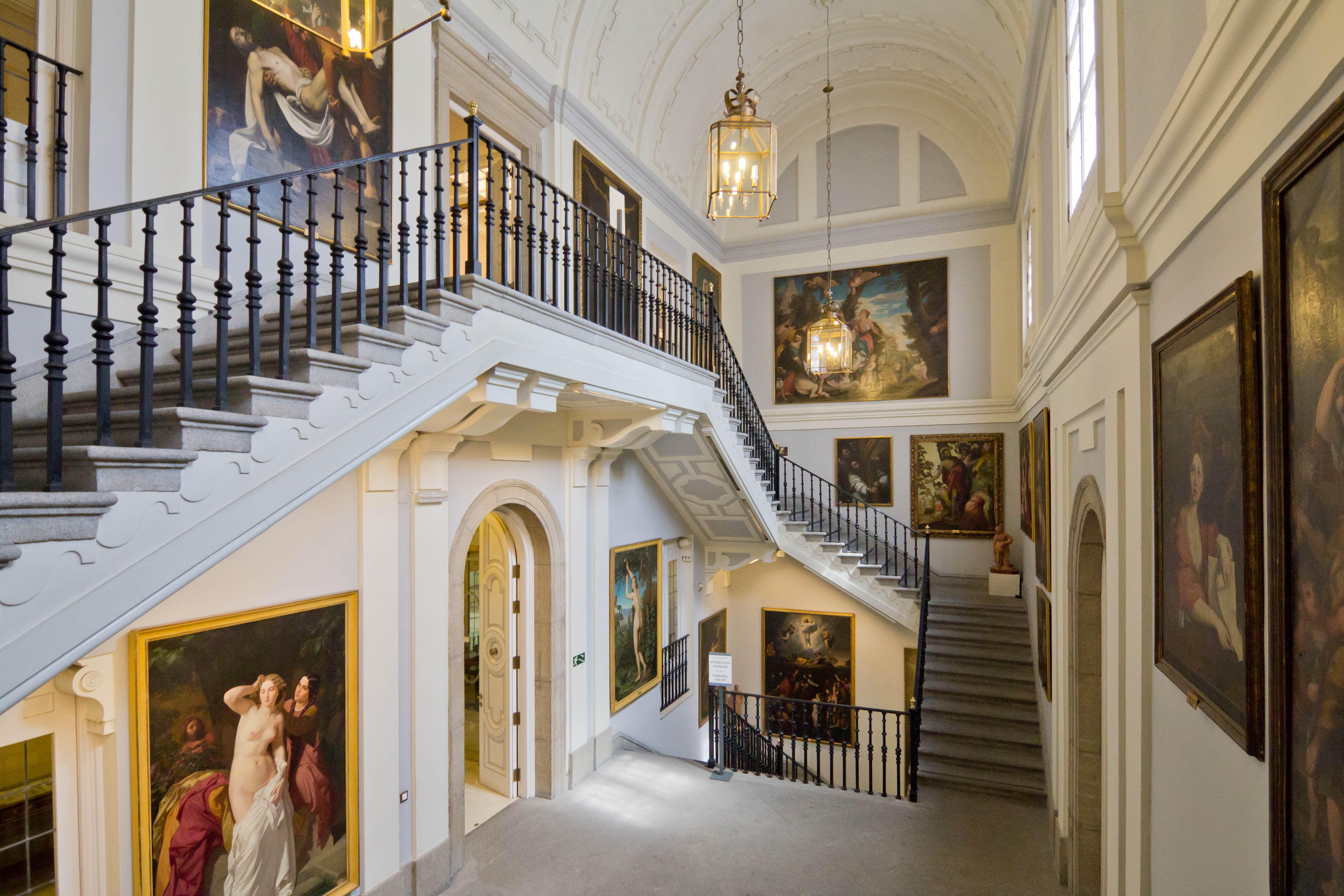
Real Academia de Bellas Artes de San Fernando, Madrid

## Opere principali

### Altari
- Retablo della cappella del Sagrario della Cattedrale di Segovia.
- Retablo del convento di San Esteban a Salamanca.
- Retablo maggiore della chiesa di San Esteban a Fuenlabrada.
- Retablo maggiore della chiesa dei Calatravas a Madrid.
- Retablo maggiore della chiesa di San Salvador a Leganés.
- Retablo maggiore della chiesa di Nostra Signora Assunta ad Illana.

### Architettura
- Chiesa di San Cayetano a Madrid.
- La facciata del Convento di San Tommaso d'Aquino a Madrid.
- Palazzo Goyeneche a Madrid, attuale sede della Real Academia de Bellas Artes de San Fernando, completato da Alberto Churriguera e successivamente modificato da Diego de Villanueva.
- Cappella del Colegio Mayor de Cuenca a Salamanca (1697), l'intero edificio demolito nel 1810 dagli occupanti francesi durante la Guerra d'indipendenza.
- Palazzo Goyeneche ad Illana.